# Trinidad (cigares)
Pour les articles homonymes, voir Trinidad.
Trinidad est une marque de cigares cubain classé dans le sommet (alto) de la pyramide des marques selon la société Habanos S.A. qui la commercialise.

## Histoire de la marque
La marque Trinidad est créée en 1969. Elle prend le nom d’une des trois villes historiques de l’île de Cuba. Comme son homologue Cohiba, elle n’est pas destinée à la commercialisation et sa gamme ne comprend qu’un seul module, appelé Fundadores (grand panatella).
Elle sert alors de marque promotionnelle, essentiellement par le biais de cadeaux diplomatiques.
C’est en 1997 seulement que la marque est commercialisée, sans perdre son caractère de marque avant tout destinée aux cadeaux diplomatiques. Elle ne représente à l’heure actuelle cependant que 0,2 % de la production annuelle de cigares cubains, ce qui explique sa faible notoriété.

## Gamme
La gamme Trinidad comprend quatre modules :
- Fundadores (Ø 1,6 cm, L 19,2 cm) ;
- Robusto extra (Super Robusto, Ø 2,0 cm, L 15,6 cm) ;
- Coloniales (Mareva, Ø 1,9 cm, L 13,0 cm) ;
- Reyes (Ø 1,6 cm, L 11,0 cm).
- Short (Ø 0,86 cm, L 8,2 cm)